# Lilla Vansen
Lilla Vansen är en sjö i Rättviks kommun i Dalarna och ingår i Dalälvens huvudavrinningsområde.